# Wilga czarnoskrzydła
Wilga czarnoskrzydła (Oriolus nigripennis) – gatunek średniej wielkości ptaka z rodziny wilgowatych (Oriolidae), zamieszkujący Afrykę Subsaharyjską. Nie jest zagrożony wyginięciem.

## Występowanie
Wilga czarnoskrzydła występuje na terenie następujących afrykańskich państw: Angola, Benin, Kamerun, Republika Środkowoafrykańska, Kongo, Demokratyczna Republika Konga, Wybrzeże Kości Słoniowej, Gwinea Równikowa, Gabon, Ghana, Gwinea, Gwinea Bissau, Liberia, Nigeria, Sierra Leone, Sudan Południowy, Togo oraz Uganda.
Środowiskiem naturalnym tego gatunku są nizinne i górskie wilgotne lasy równikowe oraz lasy namorzynowe stref międzyzwrotnikowej i podzwrotnikowej.

## Systematyka
Niektórzy autorzy uznają ten gatunek za monotypowy, inni wyróżniają dwa podgatunki: alleni i nigripennis. Proponowany podgatunek leucostictus (opisany z Beni w północno-wschodniej Demokratycznej Republice Konga) zsynonimizowany z podgatunkiem nominatywnym.
Poszczególne podgatunki zamieszkują:
- O. nigripennis alleni – Sierra Leone i południowo-wschodnia Gwinea do południowo-zachodniej Nigerii.
- O. nigripennis nigripennis – południowo-wschodnia Nigeria i południowy Kamerun do Sudanu Południowego i północno-zachodniej Ugandy oraz na południe do północno-zachodniej Angoli; również Bioko.

## Morfologia
Długość ciała około 21 cm. Masa ciała 50–60 g.

## Status
IUCN uznaje wilgę czarnoskrzydłą za gatunek najmniejszej troski (LC, Least Concern) nieprzerwanie od 1988 roku. Liczebność światowej populacji nie została oszacowana, ale ptak ten nie jest rzadki, a gdzieniegdzie jest pospolity. Trend liczebności populacji uznawany jest za stabilny.